# Archäologischer Fundplatz von Mestre Ramon
Der archäologische Fundplatz von Mestre Ramon bezeichnet eine Ausgrabungsstätte von Bauwerksresten aus prähistorischer Zeit auf der spanischen Baleareninsel Mallorca. Er befindet sich im Gemeindegebiet von Son Servera in der Region (Comarca) Llevant, etwa 875 Meter von der Badia de Son Servera (‚Bucht von Son Servera‘) an der Ostküste Mallorcas entfernt. Der Fundort wird dem  Ende der Bronze- und der Eisenzeit zugerechnet.

## Lage
Die archäologische Fundstätte liegt auf der Spitze und am Fuß eines etwa 38 Meter hohen Hügels inmitten einer fruchtbaren Ebene zwischen den Sturzbächen Torrent de Son Jordi im Norden und Torrent Nou im Süden. Beide Bäche münden im Osten in die Badia de Son Servera, in der Vergangenheit auch Badia de Artà genannt, der Torrent de Son Jordi zwischen den Stränden von sa Marjal und es Ribell, der Torrent Nou zwischen den Orten Port Nou und Port Vell. Von Port Vell führt die Landstraße MA-4032 ins Inselinnere und dabei auf dem Gebiet von Can Ballester direkt nördlich an der Ausgrabungsstätte von Mestre Ramon (Poligon 18, Parzelle 261) vorbei.

## Beschreibung

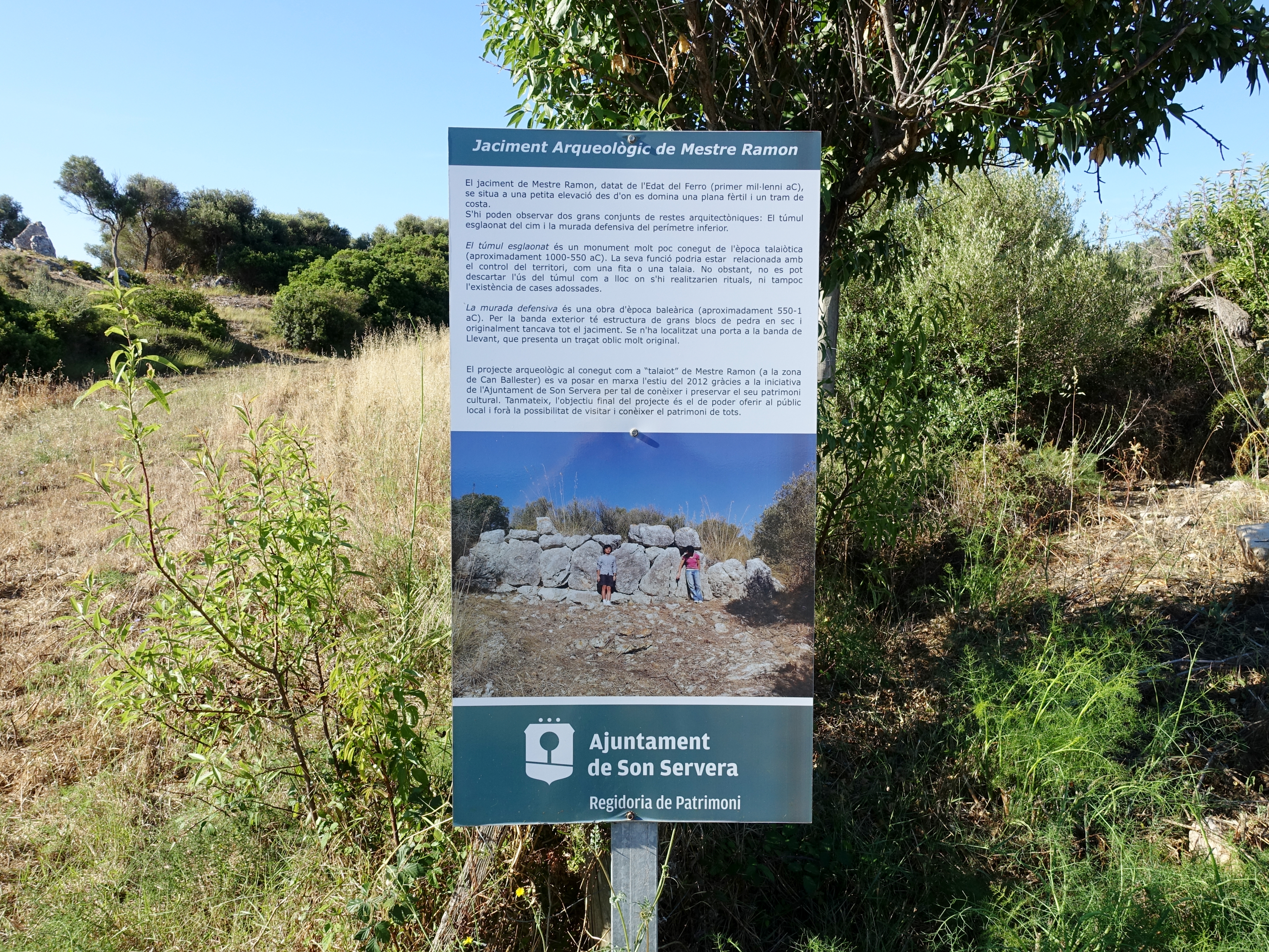
Hinweisschild an der Straße

Der archäologische Fundplatz von Mestre Ramon nimmt eine ovale Fläche von ungefähr 100 Metern Durchmesser ein, die von Resten einer Umfassungsmauer begrenzt wird. Von der Landstraße führt ein Pfad von Nordwesten an den westlichen Mauerresten vorbei auf die Spitze der Anhöhe. Die Hügelkuppe wird von einer annähernd runden Struktur dominiert, deren Durchmesser etwa 15 Meter beträgt. Sie wird auch als Talaiot bezeichnet, obwohl sie von der Bauart nicht mit diesen prähistorischen Bauten Mallorcas vergleichbar ist.

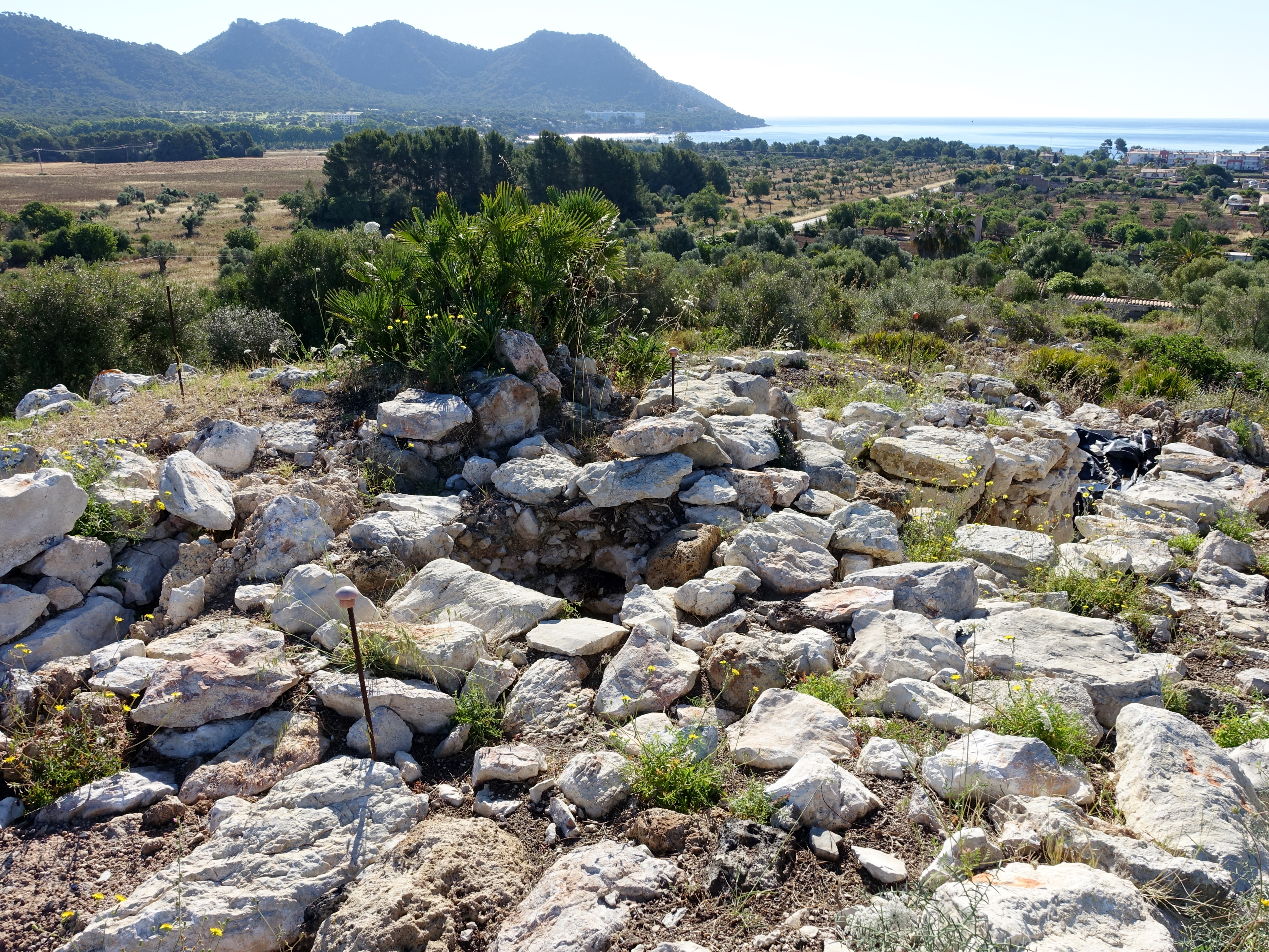
Blick vom Tumulus

In die stufenförmige Struktur auf dem Hügel, deren Errichtung in die Zeit von 1000 bis 550 v. Chr. datiert wird, führt von Osten ein nach rechts abknickender Gang, der an einer rechtsseitigen Nische endet. In der Mitte der Struktur befindet sich eine von Steinen eingefasste Grube, die keine Verbindung zum östlichen Gang besitzt. Jordi Hernández, einer der leitenden Archäologen der seit 2012 jährlich stattfindenden Grabungskampagnen, deutet die Struktur als Tumulus, einen abgestuften Grabhügel aus talaiotischer oder vortalaiotischer Zeit. Es wurden jedoch keine Hinweise auf Bestattungen entdeckt. Mehrere Funde von Tierknochen im Innenraum des Tumulus führten zu der Ansicht, dass er unter anderem als Austragungsort von Tieropferungen diente. Möglicherweise diente der Hügel Mestre Ramon auch als Landmarke und Wachtposten für das Umland und in Richtung Meer.
Die ehemalige Umfassungsmauer der Anlage ist jüngeren Datums. Sie stammt aus der posttalaiotischen Epoche von etwa 550 bis 123 v. Chr. Die aus großen Blöcken als Trockenmauerwerk errichtete Begrenzung des Fundplatzes war ursprünglich geschlossen, besteht heute jedoch nur noch aus einzelnen Fragmenten an der Ost- und Südseite der Anlage. Im Osten ist ein ausgearbeiteter Eingang erkennbar, der ins Innere mit dem 55 Meter entfernten Tumulus auf dem Hügel führte. Die von der Gemeinde Son Servera ab 2012 initiierten Ausgrabungen wurden unter Beteiligung der University of Washington und von Freiwilligen aus verschiedenen Ländern durchgeführt. Die dabei geborgenen Fundstücke, meist Keramik und Knochen, werden noch ausgewertet.

Ansichten des archäologischen Fundplatzes
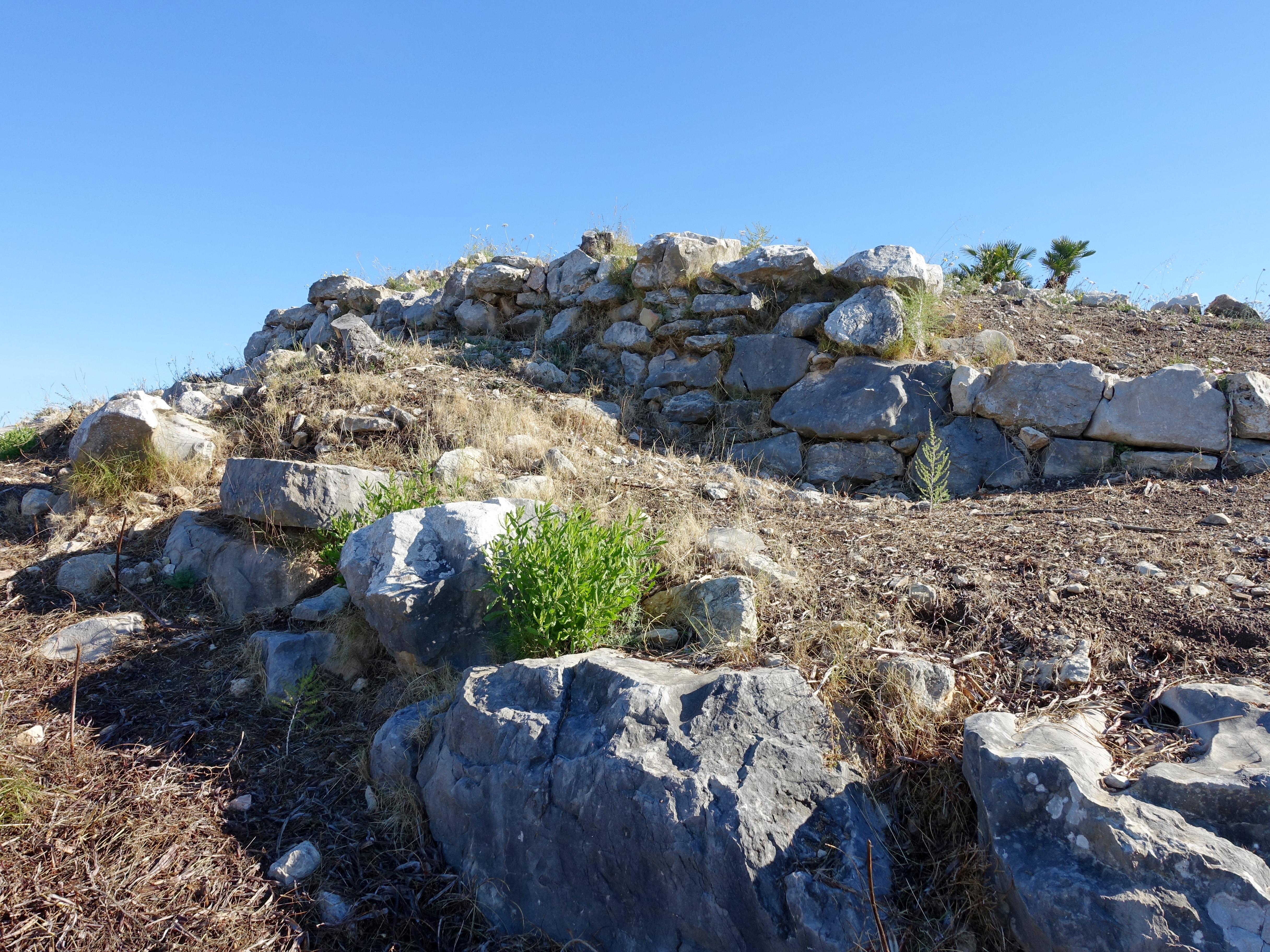
Südseite des Tumulus
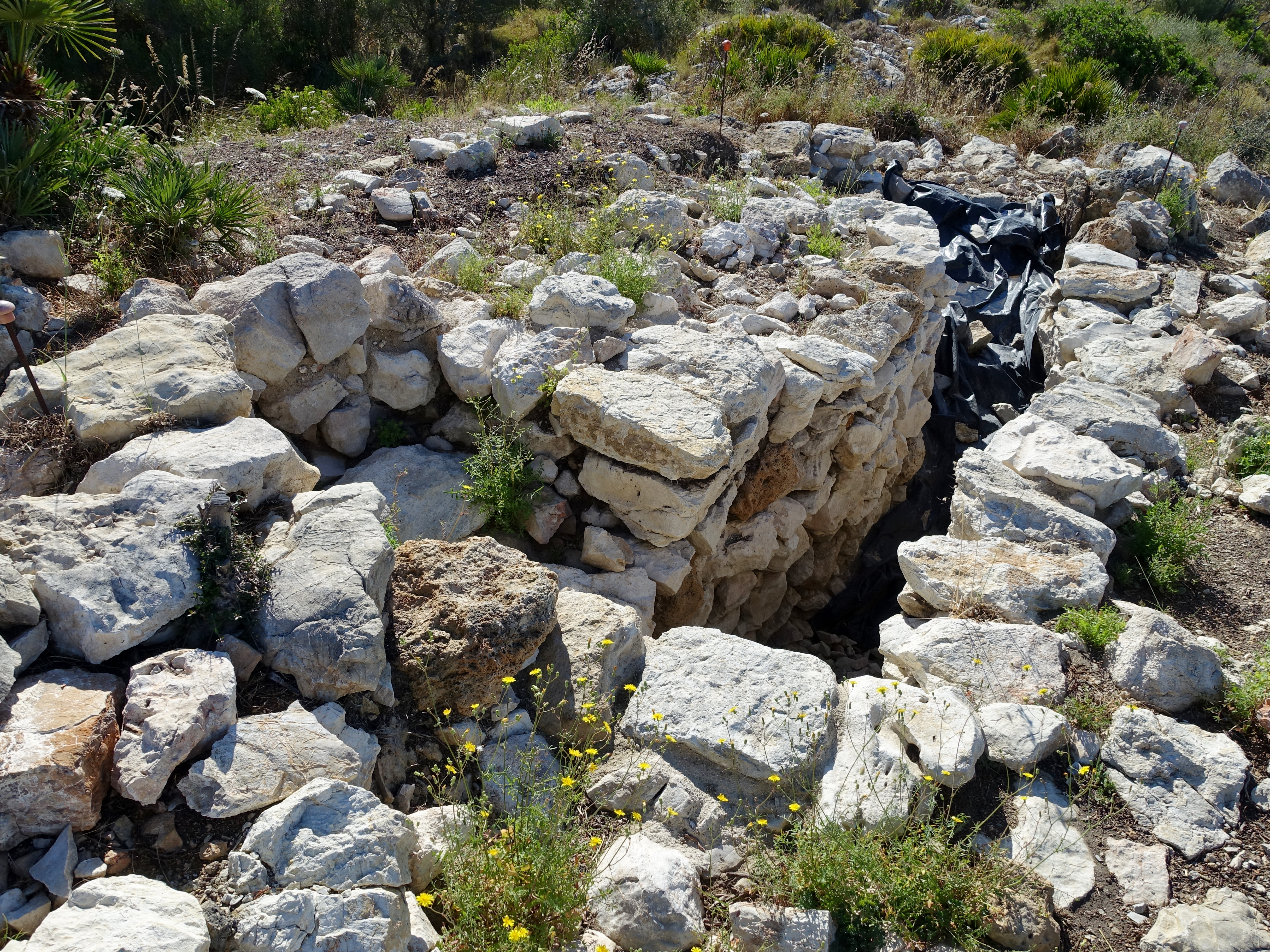
Abknickender Gang
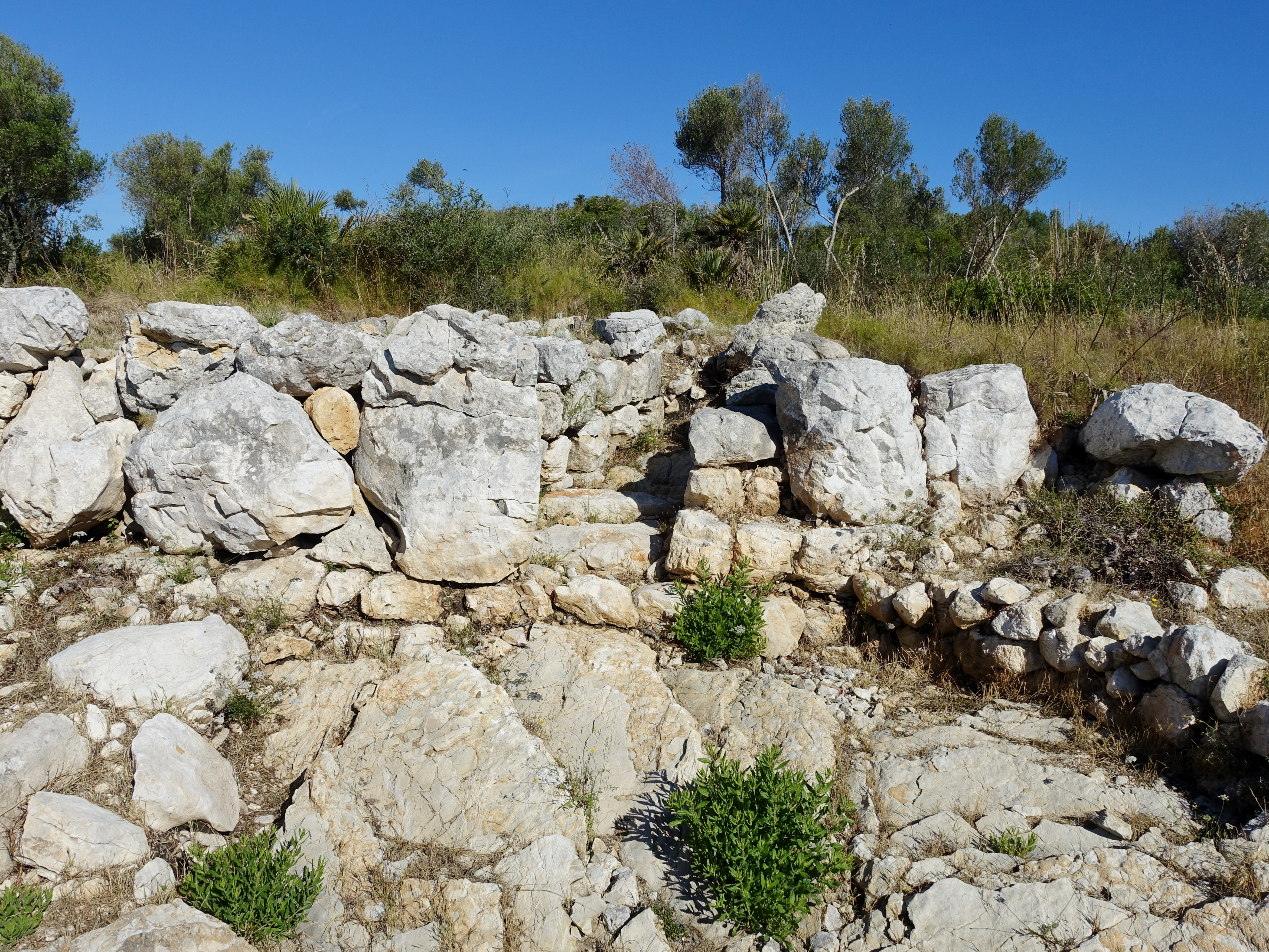
Östlicher Mauereingang
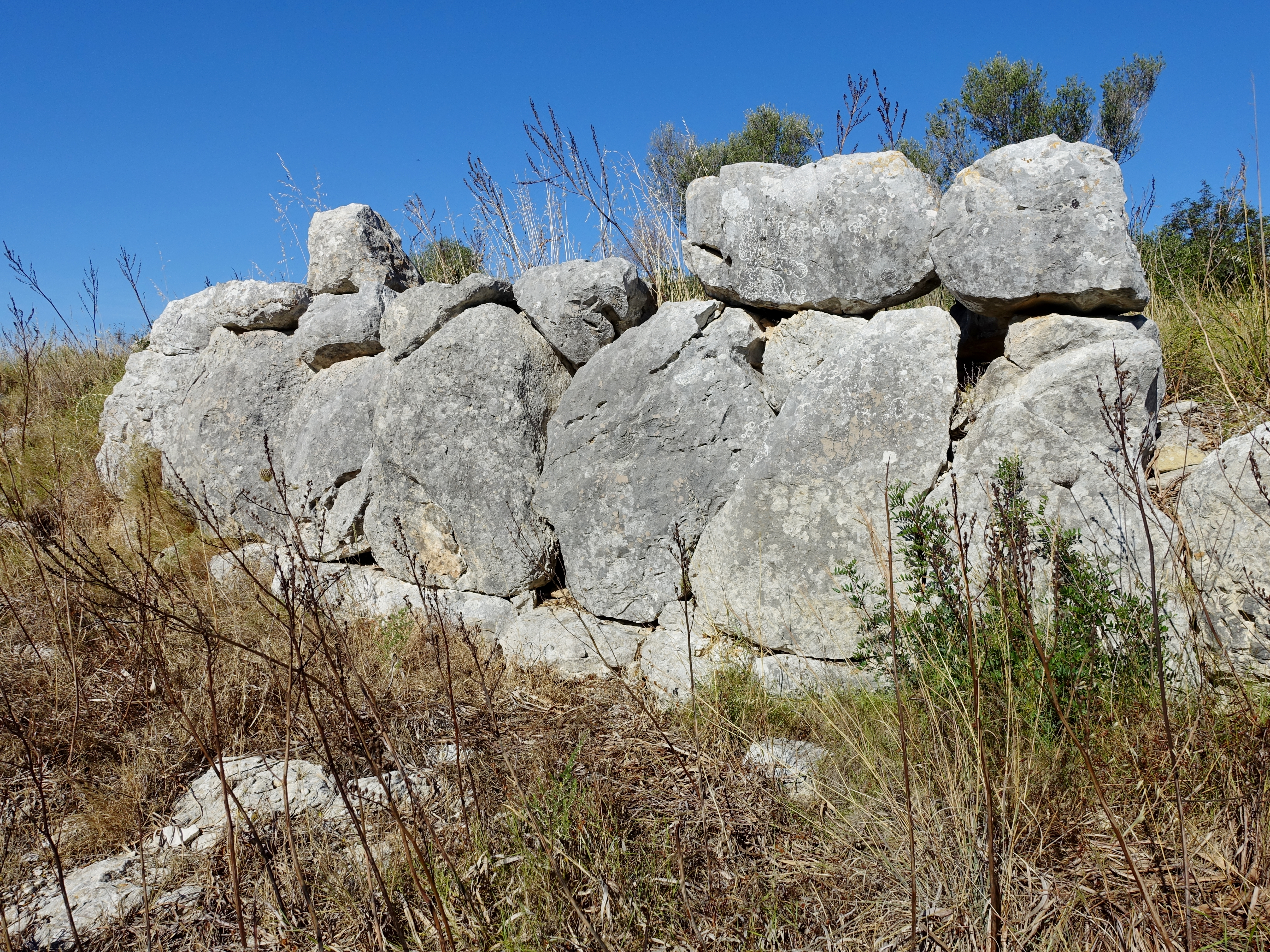
Mauerrest im Osten